# Pierre Bachand
Pour les articles homonymes, voir Bachand.
Pierre Bachand, né le 22 mars 1835 à Verchères et mort le 3 novembre 1878 à Saint-Hyacinthe, est un avocat et homme politique canadien.

## Biographie
Il a été député à plusieurs reprises, et a fait partie de l'Assemblée nationale du Québec.